# Werner Erdmann
Werner Erdmann (* 13. Mai 1926; † März 1983) war ein deutscher Fußballspieler. Der Offensivspieler hat beim Bremer SV von 1950 bis 1955 in der damals erstklassigen Fußball-Oberliga Nord 114 Ligaspiele absolviert und 47 Tore erzielt. In den Jahren 1956 und 1958 gewann er mit dem Bremer SV die Meisterschaft in der Amateurliga Bremen, scheiterte aber jeweils in der Oberliga-Aufstiegsrunde an der Rückkehr in die Oberliga Nord. Vor seiner Zeit beim Bremer SV ist der jüngere Bruder von Herbert Erdmann auch in den Anfangsjahren der Oberliga West im Angriff von Borussia Dortmund gestürmt und wird dort bis 1950 mit 29 Spielen und 19 Toren in der Statistik geführt.

## Karriere

### Im Westen
In den ersten zwei Runden der Fußball-Oberliga West, 1947/48 und 1948/49, traten die Gelb-Schwarzen von Borussia Dortmund mit dem Bruderpaar Herbert und Werner Erdmann an. Bei beiden gewonnenen Meisterschaften im Westen, waren die zwei Offensivakteure neben August Lenz und Alfred Preißler im Angriff beim BVB zum Einsatz gekommen. Im Oktober 1949 gehörte er dabei neben seinen Dortmunder Mannschaftskameraden Günther Rau, Erich Schanko und Preißler zu 30 Spielern, die Sepp Herberger zum Wiederaufbau der deutschen Nationalmannschaft zu einem Sichtungslehrgang Mitte November einlud. Bei einem Repräsentativspiel im Rahmen des Lehrgangs gewann die mit den Dortmunder auflaufende, in grün-weißen Trikots antretende B-Mannschaft an der Seite der Walter-Bürder Fritz und Ottmar gegen die A-Mannschaft, in der die späteren Weltmeister Max Morlock, Bernhard Klodt und Paul Mebus mitspielten, mit 6:2. Zur Saison 1950/51 schloss sich Werner Erdmann dem Bremer SV in der Oberliga Nord an, Preißler und Rudi Schulz wechselten zum Ligakonkurrenten Preußen Münster. Bereits Ende des Zweiten Weltkriegs hatte Werner die ersten Kontakte nach Bremen gehabt, er hatte vorübergehend beim ASV Blumenthal gespielt.

### Oberliga Nord und Amateurliga Bremen
Als Werner Erdmann 1950/51 beim Bremer SV als Neuzugang landete, verstärkte sich der Verein aus Walle und Gröpelingen auch noch mit Erich Hänel, Manfred Rock und Torhüter Hans Stephan. Der im Angriff auf allen Positionen im damaligen WM-System verwendbare Dortmunder debütierte am 22. August 1950 bei einer 1:2-Heimniederlage gegen den Hamburger SV vor 15.000 Zuschauern auf Halblinks in der Oberliga Nord. Sein erstes Derby gegen die Grün-Weißen von Werder Bremen bestritt er am 15. Oktober 1950 bei einer 1:3-Heimniederlage. Im Rückspiel am 1. April 1951 gelang ihm in der 52. Minute der Treffer zum 2:2-Ausgleich. Am Rundenende belegte er mit dem BSV den siebten Rang, eine Position hinter Werder. Er hatte in 23 Ligaeinsätzen fünf Tore erzielt. Parallel zu seiner Spielertätigkeit war er auch als Jugendtrainer beim Klub tätig.
Zur Saison 1951/52 verstärkten sich die Blau-Weißen des BSV mit den zwei Routiniers Karl Schnieke und Heinz Kapitän und dem Nachwuchsspieler Rolf Martens. Am Rundenende belegte das Team von Trainer Curt Reicherdt den 10. Rang in der Oberliga Nord und Erdmann hatte in 29 Spielen 13 Tore erzielt. Er hatte auch beim überraschenden 3:0-Heimerfolg am 25. September 1951 gegen den Nordserienmeister Hamburger SV mitgewirkt und vor 18.000 Zuschauern einen Treffer erzielt. Beim Rückspiel am 30. März 1952 hatte er bei der 3:4-Auswärtsniederlage zwei Tore erzielt; HSV-Spielmacher Heinz Spundflasche hatte in der 87. Minute den 4:3-Siegtreffer erzielt. Im Spiel um den Norddeutschen Pokal am 21. Juni 1952 gegen Concordia Hamburg hatte er, wie zumeist beim BSV, als linker Verbinder bei der 2:4-Niederlage mitgewirkt. Mit Rolf Martens, Herbert Bayer, Erich Hänel und Manfred Rock hatte er den Angriff des BSV gebildet.
In den drei folgenden Runden, 1952/53 bis 1954/55, kämpfte Erdmann aber mit den Blau-Weißen permanent um den Klassenerhalt. In der Saison 1952/53 lieferte er mit 27 Ligaeinsätzen und 17 Toren eine ausgezeichnete individuelle Rundenleistung beim Belegen des 13. Ranges ab. Herausragende Rundenresultate waren das 3:3 am 21. September 1952 beim Hamburger SV (1 Tor von Erdmann) und der 6:2-Heimerfolg am 2. November 1952 gegen den Lokalrivalen Werder Bremen, wobei der Ex-Dortmunder sich als vierfacher Torschütze auszeichnete. Aber auch seine jeweils zwei Tore bei den 4:3-Erfolgen gegen Concordia am 26. Oktober 1952 und beim 3:2-Sieg gegen Eintracht Osnabrück am 22. März 1953 trugen wesentlich zu benötigten Punktgewinnen im Kampf gegen den Abstieg bei.
Seine Bedeutung für den BSV konnte er auch 1953/54 noch unter Beweis stellen, wenn er auch mit 26 Rundeneinsätzen und elf Toren nicht mehr ganz an das Ergebnis des Vorjahres herankam. So erzielte er am 20. September 1953 das Siegtor zum 2:1-Heimerfolg gegen den FC St. Pauli, erzielte je einen Treffer bei den zwei 2:0-Heimerfolgen gegen Göttingen und Altona 93 und zeichnete sich als Siegtorschütze zum 1:0-Erfolg gegen den Hamburger SV am 4. April 1954 aus.
Als er 1954/55 verletzungsbedingt nicht mehr konstant für den BSV auflaufen konnte, war dieser sportliche Verlust von der Mannschaft nicht zu kompensieren. Mit einem Punkt Rückstand zu den punktgleichen Mannschaften vom VfL Wolfsburg, Göttingen 05 und Arminia Hannover – welche jeweils 24:36 Punkte vorzuweisen hatten –, rangierte der Bremer SV 1954/55 mit 23:37 Punkten auf dem 15. Rang und stieg damit in das Amateurlager ab. Werner Erdmann hatte nur noch in neun Rundenspielen (1 Tor) auflaufen können, dabei in der Hinrunde in lediglich drei Spielen, und verabschiedete sich am letzten Spieltag, den 1. Mai 1955, mit einem 3:1-Heimerfolg gegen den VfL Osnabrück aus der Oberliga Nord. Bei seinem Oberligaabschied hatte er den BSV mit 1:0 in Führung gebracht. Insgesamt hat er für den Bremer SV von 1950 bis 1955 in der Oberliga Nord 114 Punktspiele bestritten und 47 Tore erzielt und führt damit die ewige Torschützenliste des BSV in der erstklassigen Oberliga Nord an.
Im ersten Jahr nach dem Abstieg glückte den Blau-Weißen sofort der Meisterschaftserfolg, aber in der Aufstiegsrunde zur Oberliga reichte es lediglich hinter Concordia Hamburg zu Platz zwei und damit ging es für Erdmann und seine Mannschaftskollegen wie Hans Stephan, Erwin Mill, Fritz Wenzel, Oskar Kurzawski, Rolf Martens und Manfred Rock in der Amateurliga weiter. Vorübergehend beim TuS Walle, kehrte er 1957 zum BSV zurück. Den zweiten Meistertitel errang Erdmann unter Trainer Friedo Dörfel mit seinem Verein 1957/58, aber auch jetzt war die Hürde der Aufstiegsrunde zu hoch: Der ASV Bergedorf 85 setzte sich vor dem Itzehoer SV, Bremer SV und Arminia Hannover durch. Erdmann lief in allen sechs Spielen auf und erzielte beim 3:2-Heimerfolg gegen Arminia Hannover ein Tor.
Nach der Runde 1958/59, der BSV hatte in der Amateurliga Bremen den 4. Rang belegt, beendete Werner Erdmann seine aktive Spielerlaufbahn.

## Sonstiges
Im September 1951 wurde Erdmann Opfer eines Raubüberfalls, bei dem er nach einem gemeinsamen Kneipenbesuch von zwei Arbeitslosen überwältigt und blutig geschlagen wurde. Die beiden nahmen ihm 2,65 D-Mark ab, im Dezember wurde der Ältere der beiden zu drei Jahren Gefängnisstrafe verurteilt.
Sein Sohn Peter „Erbse“ Erdmann (1951–2017) war lange Jahre bekannter BVB-Fan. Als sich dieser in den 1980er Jahren mit der „Borussenfront“ anlegte, einer Gruppe rechtsextremer Hooligans, die sich auf der Dortmund Südtribüne breit machten, überfielen diese mehrfach die Kneipe „Zum Kügelchen“ von Werner Erdmann und seiner Frau, bei einem Angriff trugen alle drei Verletzungen davon. Werner Erdmann musste in der Folge an Krücken gehen, stürzte wenig später und zog sich dabei einen Oberschenkelhalsbruch zu, an dessen Folgen er im Frühjahr 1983 verstarb. Die Trauerfeier fand unter Polizeischutz statt.
Im Dortmunder Vereinsmuseum Borusseum ist ein fleischfarbener BH ausgestellt, mit dem sich Mitspieler Wilhelm Kronsbein 1947 am Ende eines Trainingslagers einen Scherz erlaubte und diesen Erdmann bei der Heimreise ins Gepäck unterjubelte.